# Csangcsiakou
Csangcsiakou (egyszerűsített kínai írással: 张家口市, pinjin: Zhāngjiākǒu Shì) prefektúra szintű város Kínában, Hopej tartományban. Lakosainak száma 4 118 908 fő (2020). Itt rendezték a 2022. évi téli olimpiai játékokat Pekinggel közösen.

## Népesség
| 2010 | 4 345 485 |
| 2020 | 4 118 908 |

## Testvérvárosok
- Skövde község